# Maïmouna Dièye
 (août 2025).
La mise en forme du texte ne suit pas les recommandations de Wikipédia : il faut le « wikifier ».
Les points d'amélioration suivants sont les cas les plus fréquents :
- Les titres sont pré-formatés par le logiciel. Ils ne sont ni en capitales, ni en gras.
- Le texte ne doit pas être écrit en capitales (les noms de famille non plus), ni en gras, ni en italique, ni en « petit »…
- Le gras n'est utilisé que pour surligner le titre de l'article dans l'introduction, une seule fois.
- L'italique est rarement utilisé : mots en langue étrangère, titres d'œuvres, noms de bateaux, etc.
- Les citations ne sont pas en italique mais en corps de texte normal. Elles sont entourées par des guillemets français : « et ».
- Les listes à puces sont à éviter, des paragraphes rédigés étant largement préférés. Les tableaux sont à réserver à la présentation de données structurées (résultats, etc.).
- Les appels de note de bas de page (petits chiffres en exposant, introduits par l'outil «  Source ») sont à placer entre la fin de phrase et le point final[comme ça].
- Les liens internes (vers d'autres articles de Wikipédia) sont à choisir avec parcimonie. Créez des liens vers des articles approfondissant le sujet. Les termes génériques sans rapport avec le sujet sont à éviter, ainsi que les répétitions de liens vers un même terme.
- Les liens externes sont à placer uniquement dans une section « Liens externes », à la fin de l'article. Ces liens sont à choisir avec parcimonie suivant les règles définies. Si un lien sert de source à l'article, son insertion dans le texte est à faire par les notes de bas de page.
- La présentation des références doit suivre les conventions bibliographiques. Il est recommandé d'utiliser les modèles {{Ouvrage}}, {{Chapitre}}, {{Article}}, {{Lien web}} et/ou {{Bibliographie}}. Le mode d'édition visuel peut mettre en forme automatiquement les références.
- Insérer une infobox (cadre d'informations à droite) n'est pas obligatoire pour parachever la mise en page.

Pour une aide détaillée, merci de consulter Aide:Wikification.
Si vous pensez que ces points ont été résolus, vous pouvez retirer ce bandeau et améliorer la mise en forme d'un autre article.
Maïmouna Dièye est une femme politique sénégalaise, membre de PASTEF. Elle est nommée le 5 avril 2024 ministre de la Famille et des Solidarités dans le gouvernement dirigé par Ousmane Sonko,.

## Formation et parcours
Maïmouna Dièye a une formation commerciale (BTS – Institut Pigier, Dakar) et une expérience de cadre dans l’industrie pharmaceutique en Suisse, France et Afrique de l’Ouest, avant de diriger une agence de représentation à l’international,.

## Engagement associatif
Depuis 2012, elle préside l’association Solidarité Entre Nous (SENOU) et participe à divers réseaux féminins et de développement (LISCA, Samadev-International, etc.).

## Carrière politique
Membre de PASTEF depuis 2014, elle a présidé le mouvement national des femmes du parti et a été vice-coordonnatrice pour Dakar. 
Élue mairesse de la commune de la Patte d’Oie lors des locales de 2022 sous la bannière Yewwi Askan Wi, elle démissionne de la mairie en mai 2024 pour éviter le cumul de fonctions. Son remplaçant à la tête de la commune est désigné en juillet 2024.

## Priorités ministérielles
À sa prise de fonction (investiture le 12 avril 2024), elle indique vouloir placer « la famille, la femme et la solidarité au centre des priorités » et annonce des chantiers de protection sociale et de lutte contre les vulnérabilités. Le site officiel du ministère détaille ses orientations et l’organisation du département.